# امینا یاهوویچ
امیلیا "امینا" یاهوویچ (سیریلیک صربی: Емилија "Емина" Јаховић, تلفظ [emǐːna jâːhovit͡ɕ]; متولد ۱۵ ژانویه ۱۹۸۲)، خواننده، ترانه‌سرا، بازیگر و بازرگان صربستانی-ترکیه بوسنیایی الاصل است. او که در نووی پازار به دنیا آمده و بزرگ شده است، اولین ضبط خود را در سال ۲۰۰۲ انجام داد و پنج آلبوم استودیویی منتشر کرد: Tačka (۲۰۰۲)، نسبت به قبل (۲۰۰۵)، ویلا (۲۰۰۹)، متامورفوزا (۲۰۱۴) و Dalje (۲۰۱۶).
یاهوویچ در خارج از حرفه خوانندگی خود، بین سال‌های ۲۰۱۰ تا ۲۰۱۴ در نقش لاله تاشکیران ایلگاز در مجموعه تلویزیونی عمر گل لاله بازی کرد. او همچنین به عنوان داور در مسابقات خوانندگی ایکس فاکتور آدیرا (۲۰۱۳) و ستاره نوظهور ترکیه (۲۰۱۶) حضور داشت.

## زندگی‌نامه و تحصیلات
امینا یاهوویچ در ۱۵ ژانویه ۱۹۸۲ در نووی پازار در یک خانواده مسلمان بوسنیایی به دنیا آمد. مادرش سنیا که به عنوان پزشک اطفال کار می کرد و پدرش نصرت که متخصص قلب بود. او دو خواهر و برادر بزرگتر از جمله مرصاد ترکجان بازیکن ان‌بی‌ای دارد. امینه پدرش را در سیزده سالگی از دست داد. او از دوران راهنمایی شروع به تحصیل در مدرسه موسیقی کرد و در دبیرستان به درس تئاتر پرداخت. یاهوویچ در نهایت مدرک لیسانس مدیریت را از دانشگاه براچا کاریچ بلگراد دریافت کرد.

## حرفه
او در سال ۲۰۰۲ با گروه بوسنی در مسابقه یوروویژن شرکت کرد و همچنین در سال ۲۰۱۰ با گروه صربی در یوروویژن. او یکی از خوانندگان معروف در یوگسلاوی سابق نیز می‌باشد. او هم‌اکنون بازیگر نقش لاله در مجموعه تلویزیونی عمر گل لاله می‌باشد، هرچند از بعد از ۱۶ قسمت بنا به دلایلی از این مجموعه تلویزیونی خارج می‌شود.

## کار بشردوستانه
یاهوویچ به عنوان یک هنرمند پردرآمد در بالکان، در فعالیت‌های بشردوستانه و خیریه‌های مختلفی شرکت می‌کند.
یاهوویچ چهره رسمی کمپین بنیاد بشردوستانه HRH ولیعهد کاترین برای مبارزه با سرطان سینه بود. یاهوویچ در ۷ اکتبر ۲۰۰۹ در کاخ سفید توسط کاترین، ولیعهد یوگسلاوی، که همسر ملکه مدعی یوگسلاوی است، به عنوان چهره کمپین سلامت معرفی شد.

## زندگی شخصی
او به غیر از صربی زبان مادری خود، ادعا می‌کند که کاملا به انگلیسی و ترکی مسلط است و روان صحبت می‌کند و کمی بلغاری و اسلوونیایی صحبت می‌کند.
جاهوویچ زمانی که ۱۷ سال داشت با یکی دیگر از ساکنان نووی پازار، علاالدین جولوویچ ازدواج کرد. با این حال، آنها تنها شش ماه بعد زمانی که پدر همسر یاهوویچ، رستم جولوویچ، با جاه طلبی‌های او برای تبدیل شدن به یک خواننده حرفه‌ای مخالفت کرد، طلاق گرفتند.
در ۱۳ ژانویه ۲۰۰۸۸، جاهوویچ با خواننده مصطفی صندل ازدواج کرد که در ژوئیه ۲۰۰۷ در بودروم، موغله با وی آشنا شد. بعد از ازدواج به امینا صندل تغیر نام داد. اولین فرزند آنها در ۸ اوت ۲۰۰۸ در استانبول به دنیا آمد. این زوج همچنین در ۲۱ فوریه ۲۰۱۲ صاحب پسر دوم خود شدند. جاهوویچ در سال ۲۰۱۲ تابعیت ترکیه را به دست آورد. او در نهایت در سال ۲۰۱۸ از صندل طلاق گرفت.